# LG Optimus 7
LG Optimus 7 — смартфон производства компании LG Electronics, работающий на операционной системе Windows Phone. Является первым Windows-фоном LG. Был анонсирован 11 октября 2010 года. Дата начала продаж в Европе — 21 октября 2010 года.

## История
Первые слухи о том, что LG разрабатывает смартфон на принципиально новой и перспективной, как тогда казалось, операционной системе Windows Phone, появились летом 2010 года. Согласно появившимся в интернете сведениям, в конце года в продаже должны были появиться 2 смартфона с индексами Е900 и С900, причём второй должен был получить выдвижную QWERTY-клавиатуру. В начале октября стало известно название бесклавиатурной новинки, её характеристики и внешний вид.
Смартфоны Optimus 7 и Optimus 7Q были официально представлены 11 октября на выставке IFA в Берлине. Первоначально он снабжался операционной системой Windows Phone 7, а летом 2012 года для него было выпущено обновление до версии 7.5. Обновление до Windows Phone 8, вышедшей 29 октября 2012, было невозможным для всех устройств на седьмой версии из-за принципиальных архитектурных различий, поэтому Microsoft выпустили промежуточную версию 7.8, внешне имитирующую «восьмёрку» и заимствующую у неё часть функций, но основанную на старой архитектуре. LG Optimus 7 обновился до этой версии в январе 2013 года. К тому моменту производство этого смартфона уже было давно прекращено из-за крайне низкого спроса: ещё в январе 2011 года стало очевидно, что продажи телефонов вроде Optimus 7 не оправдали ожиданий, и директор маркетинговых стратегий LG Джеймс Чои винтервью заявил, что результаты запуска Windows Phone оказались неутешительными для компании.

## Описание

### Аппаратные возможности
Смартфон представляет собой моноблок с TFT дисплеем размером 3,8 дюймов. Работает аппарат на процессоре с частотой 1 гигагерц, внутренней памяти 16 гигабайт, аккумуляторе ёмкостью 1500 мА·ч. Optimus 7 имеет основную камеру 5 на мегапикселей с режимом панорамной съёмки.

### Программное обеспечение
Смартфон LG Optimus 7 работает на базе операционной системы Windows Phone с плиточным интерфейсом, в которую интегрированы сервисы Microsoft Xbox Live и Zune. Производитель установил ряд дополнительных утилит, например, «Play To» реализует обмен данными с устройствами, поддерживающими интерфейс DLNA, «Voice-to-Text» — утилита распознавания речи и преобразования её в текст.

### Упаковка и комплектация
Смартфон поставлялся в картонной коробке. В комплект входило зарядное устройство.

## Технические характеристики
| Общие характеристики: - Стандарт — GSM 900/1800/1900, 3G - Тип — смартфон/коммуникатор - Операционная система — MS Windows Phone 7 - Тип корпуса — классический - Тип SIM-карты — обычная - Вес — 157 г - Размеры (ШxВxТ) — 60x125x12 мм Экран: - Тип экрана — цветной, 262.14 тыс. цветов, сенсорный - Тип сенсорного экрана — мультитач, емкостный - Диагональ — 3.8 дюйма - Размер изображения — 480x800 - Число пикселов на дюйм (PPI) — 246 - Автоматический поворот экрана — есть Звонки: - Тип мелодий — полифонические, MP3-мелодии - Виброзвонок — есть Мультимедийные возможности: - Фотокамера — 5 млн пикс., 2592x1944, светодиодная вспышка - Функции камеры — автофокус - Запись видеороликов — есть - Макс. разрешение видео — 1280x720 - Воспроизведение видео — MPEG4, WMV9 - Аудио — MP3, AAC, WAV, WMA, FM-радио - Разъём для наушников — 3.5 мм | Связь: - Интерфейсы — USB, Wi-Fi, Bluetooth 2.1 - Спутниковая навигация GPS - Cистема A-GPS — есть - Доступ в интернет — WAP, GPRS, EDGE, HSDPA, HSUPA, email POP/SMTP - Модем — есть - Синхронизация с компьютером — есть Память и процессор: - Процессор — Qualcomm QSD8250, 1000 МГц - Количество ядер процессора — 1 - Объём встроенной памяти — 512 Мб - Объём оперативной памяти — 512 Мб - Слот карт памяти — отсутствует Сообщения: - MMS — есть Питание: - Тип аккумулятора — Li-Ion - Емкость аккумулятора — 1500 мАч Другие функции: - Датчики освещенности, приближения, компас - Записная книжка и органайзер - Поиск по книжке — есть - Обмен между SIM-картой и внутренней памятью — есть - Органайзер — будильник, калькулятор, планировщик задач, поддержка файлов MS Office |

## Обзоры
- Обзор «LG E900 Optimus 7» на Windows Phone. Windows Phone Community (25 октября 2010).
- ОБЗОР LG OPTIMUS 7. w7phone.ru (12 июня 2011).
- Сергей Дьяконов. Обзор смартфона LG Optimus 7 E900. Optimuslg.ru (1 июня 2011).
- Sandra Vogel. Is LG's Optimus 7 the prime Windows Phone 7 handset? Techradar (21 октября 2010).
- LG E900 Optimus 7 review. GSM Arena (9 ноября 2010).
- Joseph Hanlon. LG Optimus 7 review: LG Optimus 7. Cnet (28 октября 2010).
- Gordon Kelly. LG Optimus 7 – Windows Phone 7 Smartphone. TrustedReviews (11 января 2012).